# 2012년 전미 비평가 협회상
제47회 전미 비평가 협회상은 2012년 최고의 영화를 기리기 위해 2013년 1월에 열린 시상식이다.

## 수상 및 후보

### 작품상
- 아무르 - 미카엘 하네케 수상
- 더 마스터 - 폴 토마스 앤더슨
- 빈라덴 암살작전 - 제로 다크 서티 - 캐서린 비글로우

### 감독상
- 아무르 - 미카엘 하네케 수상
- 빈라덴 암살작전 - 제로 다크 서티 - 캐서린 비글로우
- 더 마스터 - 폴 토마스 앤더슨

### 여우주연상
- 아무르 - 엠마누엘 리바 수상
- 실버라이닝 플레이북 - 제니퍼 로렌스
- 빈라덴 암살작전 - 제로 다크 서티 - 제시카 차스테인

### 남우주연상
- 링컨 - 다니엘 데이 루이스 수상
- 홀리 모터스 - 드니 라방
- 더 마스터 - 호아킨 피닉스

### 여우조연상
- 더 마스터 - 에이미 아담스 수상
- 링컨 - 샐리 필드
- 레미제라블 - 앤 해서웨이

### 남우조연상
- 매직 마이크 - 매튜 맥커너히 수상
- 링컨 - 토미 리 존스
- 더 마스터 - 필립 세이모어 호프만

### 각본상
- 링컨 - 토니 커쉬너 수상
- 더 마스터 - 폴 토마스 앤더슨
- 실버라이닝 플레이북 - 데이빗 O. 러셀

### 촬영상
- 더 마스터 - 미하이 말래마레 Jr. 수상
- 007 스카이폴 - 로저 디킨스
- 빈라덴 암살작전 - 제로 다크 서티 - 그레이그 프레이저

### 다큐멘터리상
- 더 게이트키퍼즈 - 도르르 모어 수상
- 이것은 영화가 아니다 - 자파르 파나히 외 1명
- 서칭 포 슈가맨 - 말릭 벤젤룰